# Brunettia phainops
Brunettia phainops és una espècie d'insecte dípter pertanyent a la família dels psicòdids que es troba a Nova Guinea.